# Sokołów Podlaski
Sokołów Podlaski (udtale: [sɔˈkɔwuf pɔˈdlaskʲi]) er en by der ligger i det østlige, centrale Polen, i den østlige del af voivodskabet Masovien (Województwo mazowieckie) og har 18.526(2021) indbyggere og et areal på	17,5 km². Den er administrationsby i powiatet (amt) Sokołów.

## Historie
Begyndelsen af en bosættelse i dette område går tilbage til det 6. århundrede e.Kr. Sokołów-området hører til den del af Podlasie, som på grund af sin beliggenhed var en typisk nybyggerforpost. Området var  i begyndelsen af middelalderen  scene for de feudale kampe mellem de polske og ruthenske stater, de Den Tyske Orden, Jotvingere og litauere.
Sokołów Podlaski modtog stadsrettigheder i 1424 fra storhertugen af Litauen Witold.
I 1508 blev Stanisław Kiszka den nye ejer af byen.